# 1846 في فرنسا
فيما يلي قوائم الأحداث التي وقعت خلال عام 1846 في فرنسا.

## سياسة

### تعيين في المنصب
- 17 أغسطس – فرانسوا جيزو نائب فرنسي.

### انتهاء فترة المنصب
- 6 يوليو – فرانسوا جيزو نائب فرنسي.

## كتب
من الكتب التي صدرت هذه السنة في فرنسا:
- 1 يناير – ابنة العم بيت من تأليف أونوريه دي بلزاك.

## مواليد

### فبراير
- 16 فبراير – مارغريت أديلايد

### يونيو
- 23 يونيو – جاستون ماسبيرو

### أكتوبر
- 15 أكتوبر – بيير فيكتور غالتير طبيب بيطري فرنسي.
- 28 أكتوبر – أوغسطين أوسكوفير

## وفيات

### أبريل
- 5 أبريل – كلوتيلد دي فو (مواليد 1815) كاتبة وشاعرة فرنسية.

### يوليو
- 25 يوليو – لويس بونابرت (مواليد 1778)

### أكتوبر
- 27 أكتوبر – دي بورمن (مواليد 1773)